# 全日本医科学生体育大会王座決定戦
全日本医科学生体育大会王座決定戦（ぜんにほんいかがくせいたいいくたいかいおうざけっていせん）は日本の全ての医学部が参加する医学生のスポーツの祭典であり、西医体の勝者と東医体の勝者が対戦する。通常、全医体（ぜんいたい）あるいはオールメディカル、単にメディカルとも呼ばれる。毎年8月～9月に行われる。
ほとんどの競技は夏休み中に行われるが、一部競技は9月に秋季開催される。過去の例では、第45回大会において、卓球、バレーボールが秋季開催であった。今後、大学のカリキュラムの変更により、秋季に開催する競技が増える可能性がある。
医学部の運動部にとって全医体はもっとも重要、かつ由緒ある大会であり、ここでの活躍は学内での立場を左右するほどである。医学部の教員もかつては学生として全医体に関与したことのあるものがほとんどであり、多くの大学では教育日程の編成上、全医体の期間を考慮している。大会期間に重なって講義や実習は設定されないことが普通である。また、大会当日には多くの教員・OBが休みを取って応援に駆けつける。
医学生は練習に割く時間に限りがある上、6年制なため一般大学とは幹部学年・引退学年にずれがあるなど、一般大学と試合するには困難を伴う。それに加えて、決して多いとは言えない医学生の間での交流を深める意味もあって開催されている。

## 主催・主管
全医体は、東日本医科学生体育連盟と西日本医科学生体育連盟が主催している。これらの連盟には国内の全医学部が加盟していて、東西の勝者を対戦させ日本一を決める大会を主催する。
主管は、その年の西医体と東医体の主管校が担当することになっている。ちなみに、第52回(2018年)大会の主管校は、三重大学と福島県立医科大学である。

## 運営委員会
運営委員会は学生で構成される。東日本の学生と西日本の学生が密に連絡を取るのは難しいため、毎年どちらかの主管校が主な仕事を担当する。
第51回(2017年)では、その年の東医体の主管校であった信州大学の学生によって主に構成された。第52回(2018年)は、西医体の主管校である三重大学の学生によって主に構成されている。第53回(2019年)は、東医体の主幹校である新潟大学が運営を予定している。

## 開催競技
- 準硬式野球
- テニス
- ソフトテニス
- 卓球
- バレーボール
- バドミントン
- サッカー
- バスケットボール
- 柔道
- 剣道
- 弓道
- ヨット